# يان إينخنهاوسز
يان إينخنهاوسز (بالهولندية: Jan Ingenhousz)‏ (8 ديسمبر 1730م - 7 سبتمبر 1799م) عالم نبات هولندي.
في عام 1779م، لاحظ أن النباتات المعرضة للشمس تنتج الأكسجين وتستهلك ثنائي أكسيد الكربون.
ومن المعروف أنه اكتشف عملية التمثيل الضوئي من خلال إظهار أن الضوء ضروري للعملية التي تمتص بها النباتات الخضراء ثاني أكسيد الكربون وتحرر الأكسجين. كما اكتشف أن النباتات، مثل الحيوانات، لها تنفس خلوي. في حياته كان معروفا بنجاح تطعيم أعضاء عائلة هابسبورغ في فيينا ضد الجدري في 1768، وبعد ذلك كان المستشار الخاص والطبيب الشخصي للامبراطورة النمساوية ماريا تيريزا.

## سيرته
ولد في عائلة إنجين هوس الأرثوذكسية في بريدا في ستاتس برابانت في الجمهورية الهولندية. من سن 16 عاما، درس إنجنهوس الطب في جامعة ليوفن، حيث حصل على الدكتوراه في 1753. درس سنتين آخرين في جامعة ليدن، حيث حضر محاضرات من قبل آخرين، بيتر فان موشنبروك، الذي قاد إنجنهوس أن يكون لها مصلحة مدى الحياة في الكهرباء. في 1755 عاد إلى منزله إلى بريدا، حيث بدأ ممارسة طبية عامة.

## العمل مع الجدري
بعد وفاة والده في يوليو 1764، كان ينوي إنغينشوس السفر عبر أوروبا للدراسة، بدءا من إنجلترا حيث أراد معرفة أحدث التقنيات في التلقيح ضد الجدري. عن طريق الطبيب جون برينجل، الذي كان صديق الأسرة منذ 1740s، وقال انه سرعان ما جعلت العديد من الاتصالات القيمة في لندن، وفي الوقت المناسب أصبح مقلد الماجستير. وفي عام 1767، قام بتطعيم 700 من سكان القرية في محاولة ناجحة لمكافحة وباء في هيرتفوردشاير. وفي عام 1768، قرأت الإمبراطورة ماريا تيريزا رسالة من برينجل عن نجاحها في مكافحة الجدري في إنجلترا، بينما عارضت المؤسسة الطبية بشدة التطعيمات في الإمبراطورية النمساوية. وقررت أن تكون أسرتها قد قامت بتلقيح أول (ابن عم كان قد مات بالفعل)، وطلب المساعدة عن طريق البيت الملكي الإنجليزي. بناء على توصية برينجل، تم اختيار إنجنهوس وطلب منه السفر إلى النمسا. وكان قد خطط لتطعيم العائلة المالكة عن طريق خداعهم بإبرة وخيط مغلفة بجراثيم جدري مأخوذة من صديد شخص مصاب بالجدري. كانت فكرة التلقيح أن إعطاء الجراثيم القليلة لجسم صحي من شأنه أن يطور الجنين من التحصين. كان التطعيم ناجحا وأصبح طبيب ماريا تيريزا. استقر في فيينا، حيث تزوج في 1775 أغاثا ماريا جاكين.

## العمل مع التمثيل الضوئي
في 1770 أصبحت إنجنهوس مهتم با التبادلات الغازية للنباتات. وقد فعل ذلك بعد لقاء العالم جوزيف بريستلي (1733-1804) في منزله في بيرستال، غرب يوركشاير، في 23 مايو 1771. وقد اكتشف بريستلي أن النباتات تنتج الغازات وتمتصها. فريق السفر في شمال إنجلترا بنيامين فرانكلين. في عام 1779، اكتشف إنجنهوس أنه في ضوء الضوء، تعطي النباتات فقاعات من أجزاءها الخضراء بينما في الظل، تتوقف الفقاعات في نهاية المطاف. وحدد الغاز كأوكسجين. كما اكتشف أنه في الظلام، تعطي النباتات ثاني أكسيد الكربون. أدرك أيضا أن كمية الأكسجين تعطى في ضوء أكثر من كمية ثاني أكسيد الكربون تعطى في الظلام. وهذا يدل على أن بعض كتلة النباتات تأتي من الهواء، وليس فقط الماء والمواد المغذية في التربة.

## أعمال أخرى
بالإضافة إلى عمله في هولندا وفيينا، قضى إنجنهوس وقتا في فرنسا وانكلترا واسكتلندا وسويسرا، من بين أماكن أخرى. أجرى أبحاثا في الكهرباء، التوصيل الحراري، والكيمياء، وكان في مراسلات وثيقة ومتكررة مع كل من بنجامين فرانكلين وهنري كافنديش. في عام 1785، وصف حركة غير منتظمة من غبار الفحم على سطح الكحول، وبالتالي لديه مطالبة كاكتشاف ما أصبح يعرف باسم حركة براونية. انتخب إنجنهوس زميل الجمعية الملكية في لندن في 1769. في 1799، توفي إنجنهوس في بوود هاوس، كالن، انكلترا، ودفن في فناء كنيسة سانت ماري العذراء، كالن. توفيت زوجته في العام التالي.

## روابط خارجية
- يان إينخنهاوس على موقع الموسوعة البريطانية (الإنجليزية)